# WISE 0535−7500
WISE 0535−7500 или WISE J053516.80−750024.9 — объект спектрального класса Y1, расположенный в созвездии Столовая Гора. По состоянию на октябрь 2015 года, расстояние до объекта оценивается в 13 световых лет, что делает его третьим по удалённости объектом спектрального класса Y от Солнца, после объектов WISE 0855-0714 и WISE 0350−5658.
WISE 0535−7500 это либо коричневый карлик, либо блуждающая планета. WISE 0535-7500 имеет спектральный тип между спектром WISE 0855-0714 и спектром WISE 0350-5658, поэтому существует вероятность, что на его поверхности может существовать жидкая вода.

## Открытие
WISE 0535−7500 был обнаружен в 2012 году Ж. Дэви Киркпатриком и его коллегами на основе данных полученных с инфракрасной космической обсерватории WISE.